# Trachemys decussata
La tartaruga scivolatrice cubana (Trachemys decussata (Gray, 1831)), chiamata jicotea nei Caraibi, è una testuggine appartenente alla famiglia degli emididi.

## Tassonomia
Sono note le seguenti sottospecie:

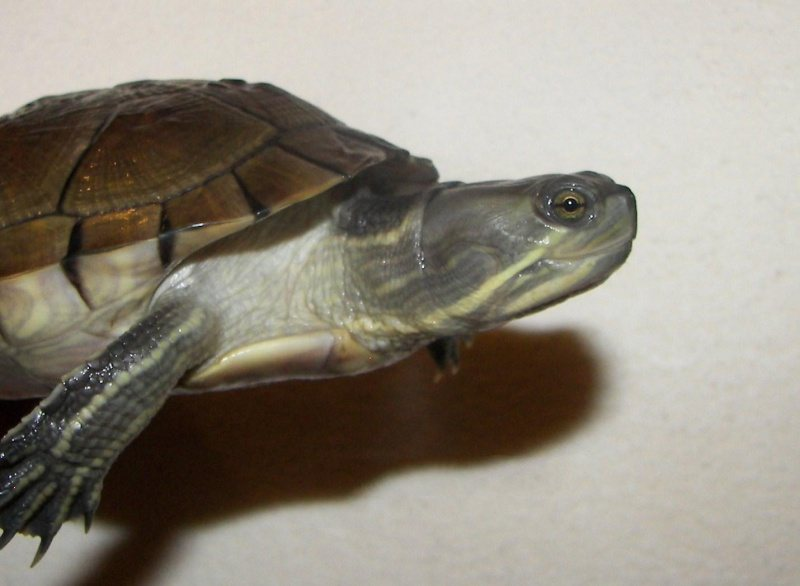
Trachemys decussata angusta

- T. decussata decussata (Gray, 1831) — tartaruga scivolatrice cubana orientale (Cuba, Giamaica)
- T. decussata angusta (Barbour & Carr, 1940) — tartaruga scivolatrice cubana occidentale (Cuba, Isole Cayman)

Non accettata:
- T. decussata plana (Barbour & Carr, 1940)

## Morfologia
Il carapace della T. decussata raggiunge una dimensione massima di 39 cm, è dentellato posteriormente e presenta una svariata gamma di colorazioni non essendoci una livrea definita se non nei giovani esemplari.
Le suture tra gli scuti sono irregolari e leggermente bordate di scuro con una linea spezzata che orna la seconda e terza scaglia vertebrale lungo la cresta dorsale.
Piccole coppie di macchie scure ornano le scaglie pleurali.
La pigmentazione può variare dal marrone, al verdastro, all'olivastro o all'ocra dorato.
Il piastrone, anch'esso dentellato posteriormente, è giallo con bordature scure.
La testa è verde o olivastra con una fitta puntinatura scura. Due striature con tratteggiatura irregolare scura si dipartono dagli occhi al collo passando sopra il timpano.

La T.decussata ssp. decussata (Grey, 1831) è presente nella zona centrale ed orientale di Cuba ed ha il carapace oblungo, leggermente arcuato o appiattito, la pelle è verde oliva. Una varietà con il carapace più appiattito è presente nel Rio Jobabo, denominata T.decussata ssp. plana (Barbour & Carr, 1940), al momento non è ritenuta una sottospecie valida.

La T.decussata ssp. angusta (Barbour & Carr, 1940) è presente nella zona occidentale di Cuba, nell'isola di Pinos e nelle Gran Cayman e Brac Cayman dove è stata probabilmente introdotta. Il carapace è allungato e leggermente arcuato, la pelle è grigio marrone.

Caratteristica comune è il muso tondeggiante e le giunzioni tra gli scuti segnate da una sottile linea scura.
Alcuni esemplari tendono con gli anni ad assumere una colorazione molto scura.
Questa caratteristica si presenta anche in altre specie di Trachemys rendendole indistinguibili tra loro tanto che in passato furono ritenute specie a sé stante con il nome di Trachemys rugosa 
(Shaw, 1802).

### Dimorfismo sessuale
Il riconoscimento del sesso avviene attraverso l'individuazione dei caratteri sessuali secondari.
la coda del maschio è lunga, robusta e grossa alla base, unghie molto sviluppate e carapace appiattito. La femmina ha coda e unghie corte e carapace bombato.

## Biologia

### Alimentazione
Come molte tartarughe del genere Trachemys, la tartaruga palustre cubana è onnivora e da adulta si ciba di piante acquatiche, di piccoli invertebrati e vertebrati.
I giovani esemplari sono prevalentemente carnivori.

### Riproduzione
I maschi durante il corteggiamento adottano la tipica ritualità delle Trachemys nordamericane e delle Indie occidentali, vibrando le zampe anteriori innanzi il muso della femmina. 
Le deposizioni delle uova avvengono tra aprile e luglio con schiuse tra luglio e settembre. Alla nascita il carapace dei giovani esemplari è lungo intorno ai 31mm ed è, rispetto agli adulti, più arcuato e con colorazione più brillante.

### Letargo
Nei luoghi di origine, dal clima tropicale, questa specie non va in letargo.

## Habitat
I loro habitat preferiti sono i laghi, gli stagni e i fiumi dal corso d'acqua lento e fangoso con abbondanza di piante acquatiche. Occasionalmente sono state osservate nelle acque salmastre delle foreste di mangrovie.
D'estate al prosciugarsi delle pozze d'acqua scavano delle buche nel fango o si riparano nei boschi o nell'erba alta.

## Galleria d'immagini

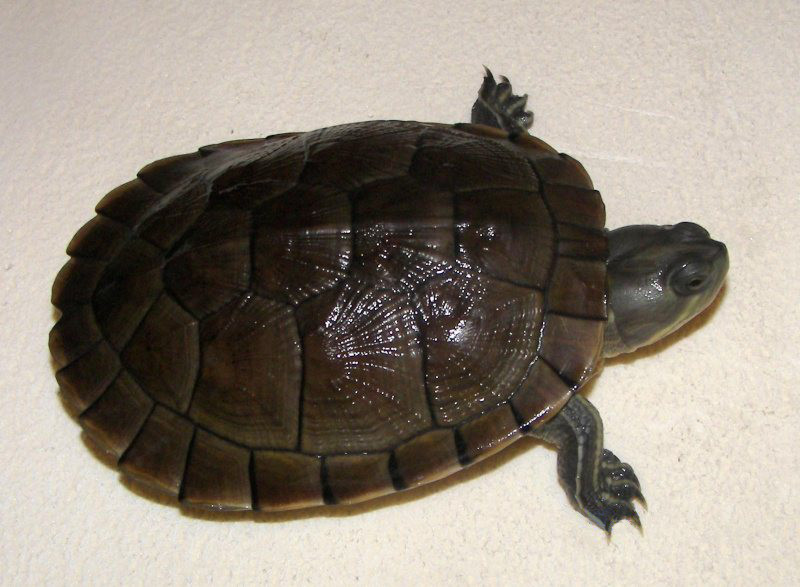
Corazza di Trachemys decussata
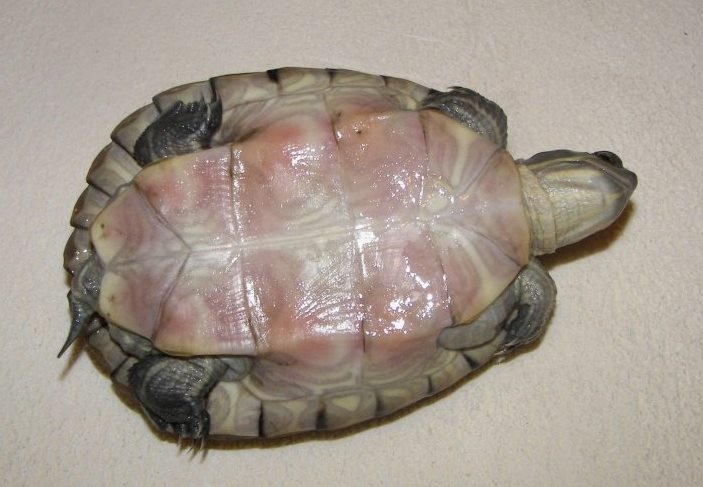
Piastrone di Trachemys decussata
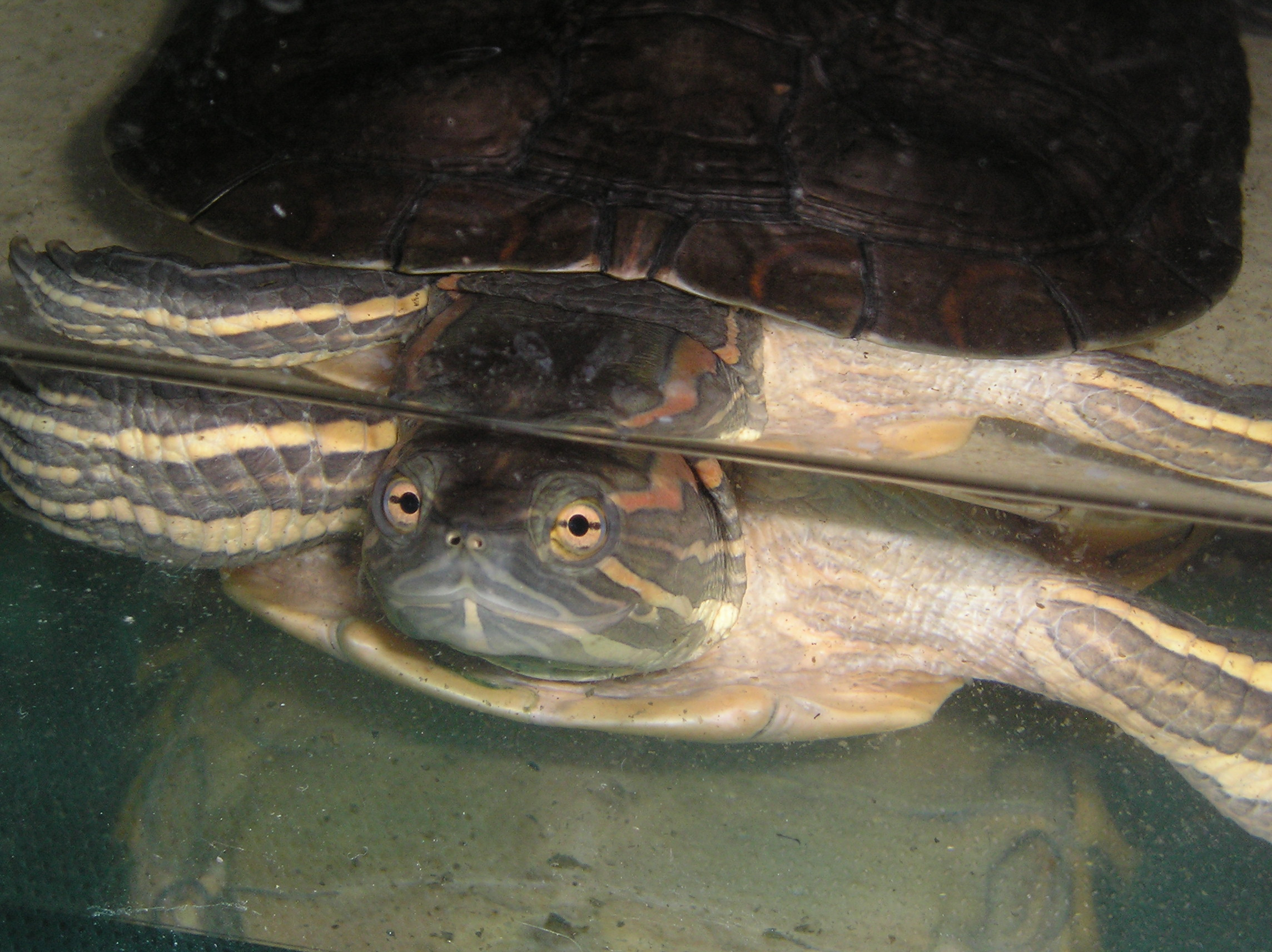
La testa di un esemplare immerso in acqua